# Assé-le-Riboul
Pour les articles homonymes, voir Assé.
Ne doit pas être confondu avec Assé-le-Boisne.
Assé-le-Riboul est une commune française, située dans le département de la Sarthe en région Pays de la Loire, peuplée de 478 habitants (les Asséens).
La commune fait partie de la province historique du Maine, et se situe dans la Champagne mancelle.

## Géographie
Assé-le-Riboul est à 5 km de Beaumont-sur-Sarthe et à 11 km de Conlie. La commune est bordée par la Sarthe.

### Communes limitrophes
| Saint-Christophe-du-Jambet |                | Beaumont-sur-Sarthe |
| Vernie, Ségrie             | Assé-le-Riboul | Maresché            |
| Mézières-sous-Lavardin     | Le Tronchet    | Saint-Marceau       |

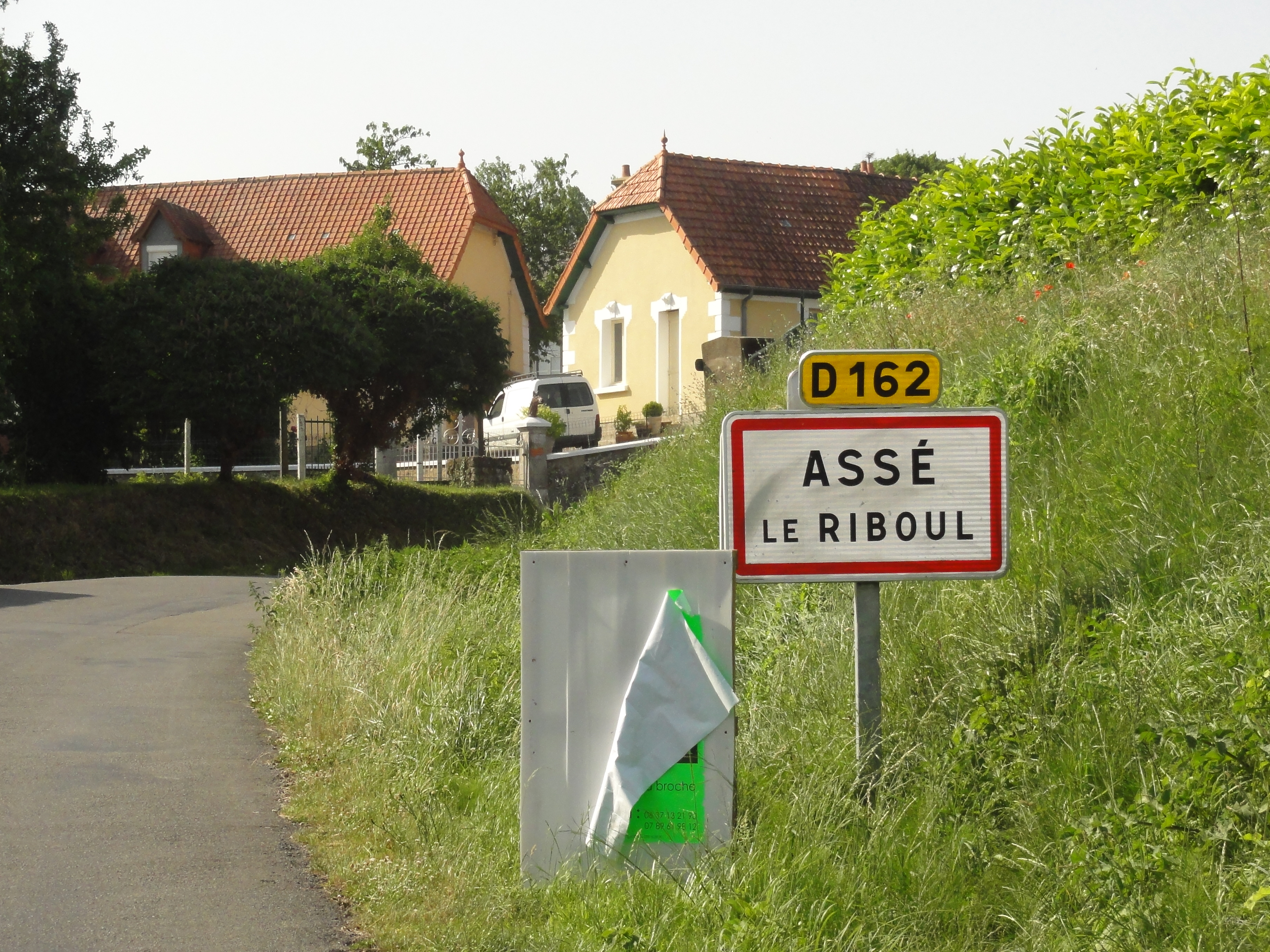
Entrée du bourg
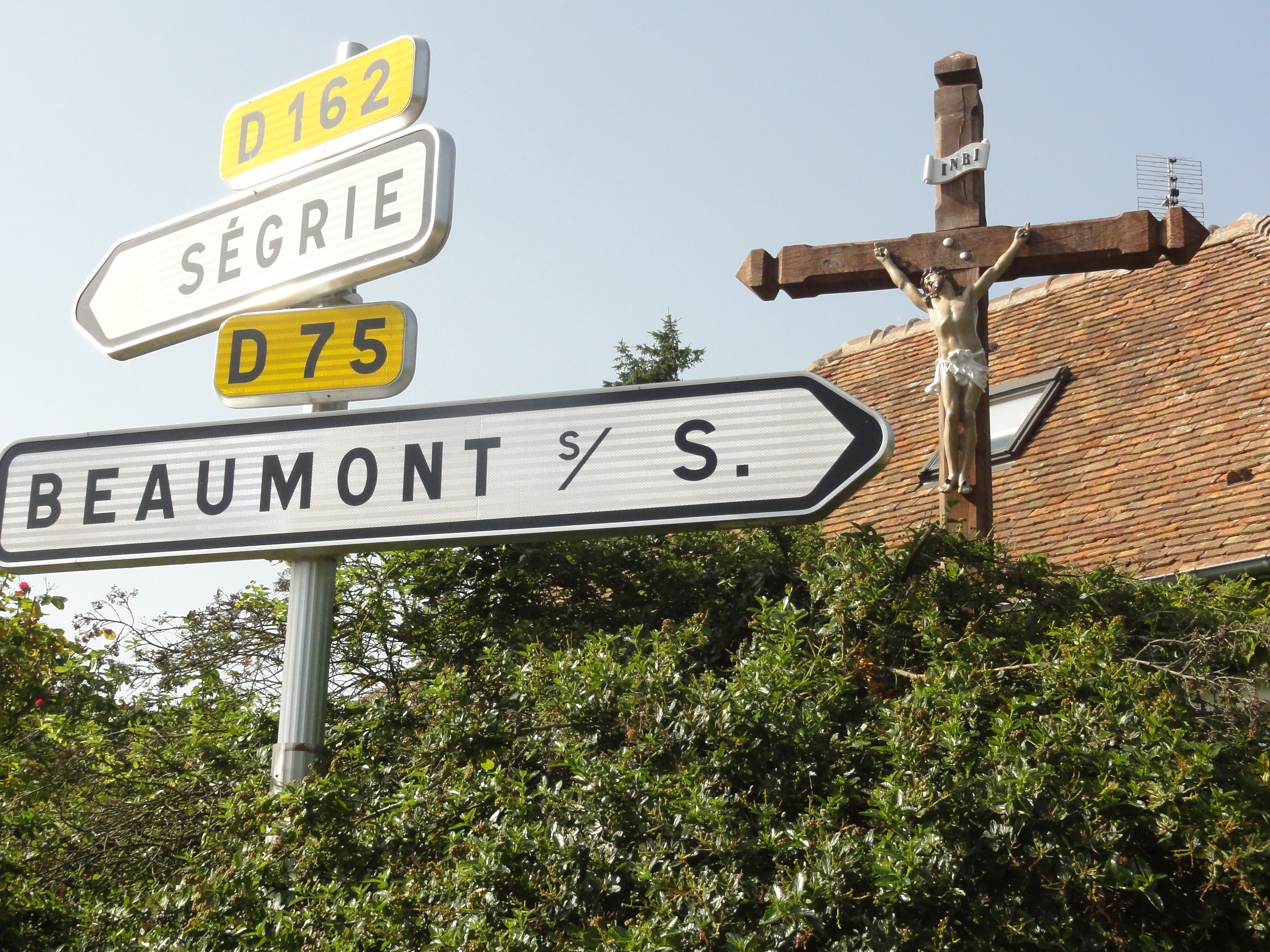
Croix et panneaux D162-D75.
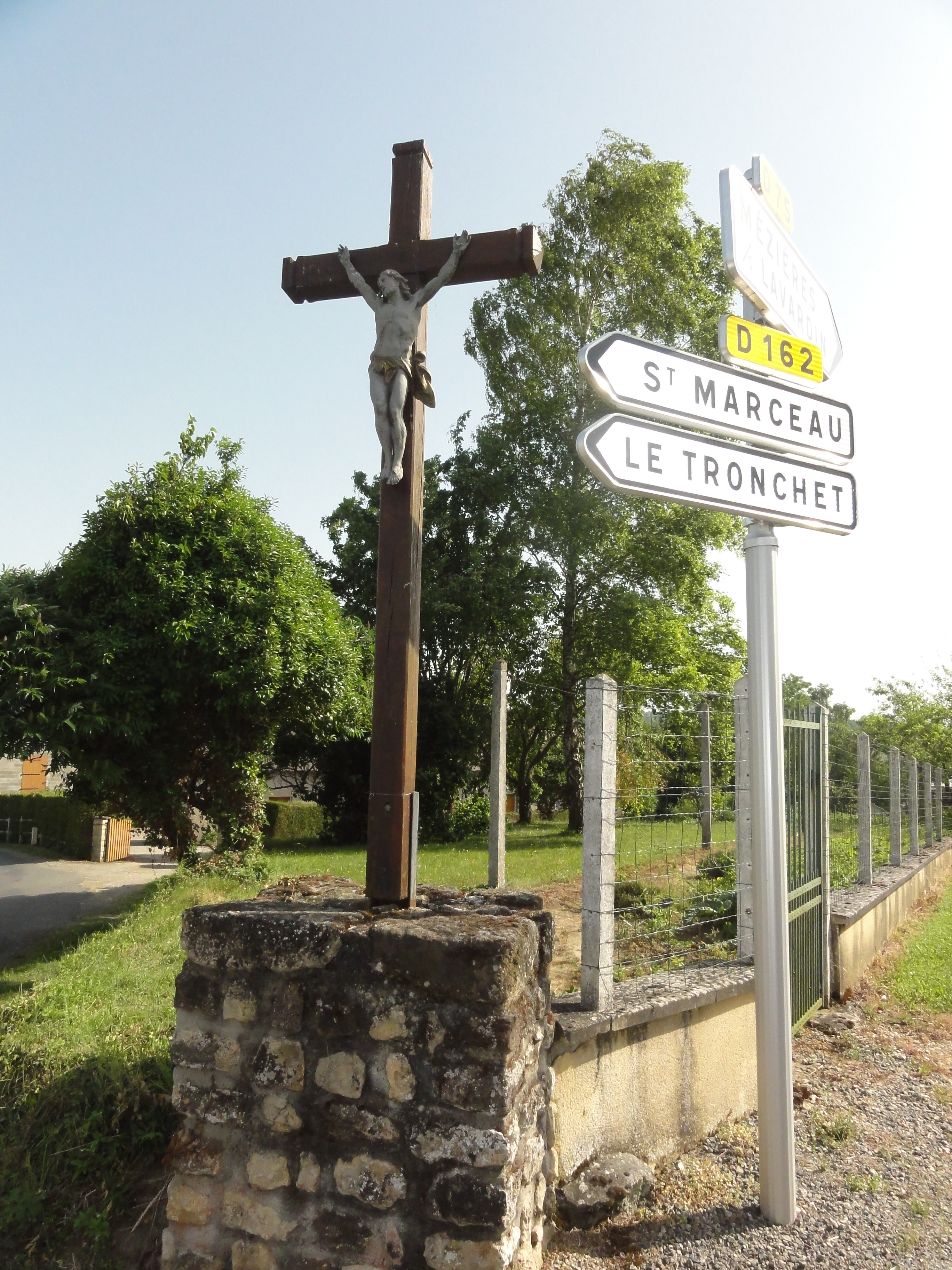
Croix et panneaux D75-D162
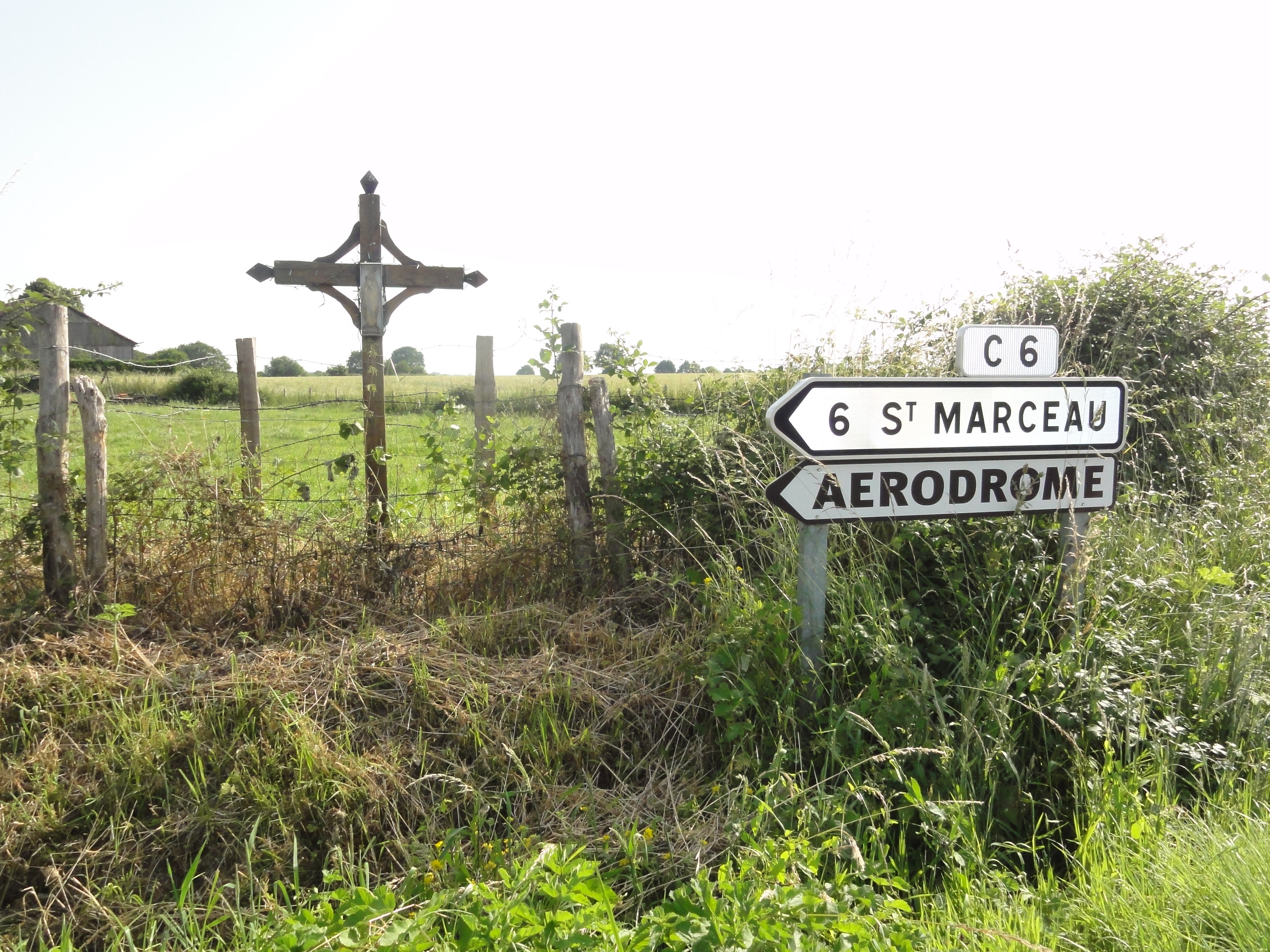
Croix et panneau C6

### Climat
Pour des articles plus généraux, voir Climat des Pays de la Loire et Climat de la Sarthe.
En 2010, le climat de la commune est de type climat océanique dégradé des plaines du Centre et du Nord, selon une étude du CNRS s'appuyant sur une série de données couvrant la période 1971-2000. En 2020, Météo-France publie une typologie des climats de la France métropolitaine dans laquelle la commune est dans une zone de transition entre le climat océanique et le climat océanique altéré et est dans la région climatique Moyenne vallée de la Loire, caractérisée par une bonne insolation (1 850 h/an) et un été peu pluvieux.
Pour la période 1971-2000, la température annuelle moyenne est de 11,1 °C, avec une amplitude thermique annuelle de 14 °C. Le cumul annuel moyen de précipitations est de 723 mm, avec 11,9 jours de précipitations en janvier et 7,2 jours en juillet. Pour la période 1991-2020, la température moyenne annuelle observée sur la station météorologique de Météo-France la plus proche, « Saint Germain_sapc », sur la commune de Fresnay-sur-Sarthe à 11 km à vol d'oiseau, est de 11,9 °C et le cumul annuel moyen de précipitations est de 695,6 mm,. Pour l'avenir, les paramètres climatiques de la commune estimés pour 2050 selon différents scénarios d'émission de gaz à effet de serre sont consultables sur un site dédié publié par Météo-France en novembre 2022.

## Urbanisme

### Typologie
Au 1er janvier 2024, Assé-le-Riboul est catégorisée commune rurale à habitat très dispersé, selon la nouvelle grille communale de densité à sept niveaux définie par l'Insee en 2022.
Elle est située hors unité urbaine. Par ailleurs la commune fait partie de l'aire d'attraction du Mans, dont elle est une commune de la couronne,. Cette aire, qui regroupe 144 communes, est catégorisée dans les aires de 200 000 à moins de 700 000 habitants,.

### Occupation des sols
L'occupation des sols de la commune, telle qu'elle ressort de la base de données européenne d’occupation biophysique des sols Corine Land Cover (CLC), est marquée par l'importance des territoires agricoles (97,7 % en 2018), une proportion identique à celle de 1990 (97,7 %). La répartition détaillée en 2018 est la suivante : 
terres arables (63,6 %), prairies (30,8 %), zones agricoles hétérogènes (3,3 %), zones urbanisées (1,5 %), forêts (0,8 %). L'évolution de l’occupation des sols de la commune et de ses infrastructures peut être observée sur les différentes représentations cartographiques du territoire : la carte de Cassini (XVIIIe siècle), la carte d'état-major (1820-1866) et les cartes ou photos aériennes de l'IGN pour la période actuelle (1950 à aujourd'hui).

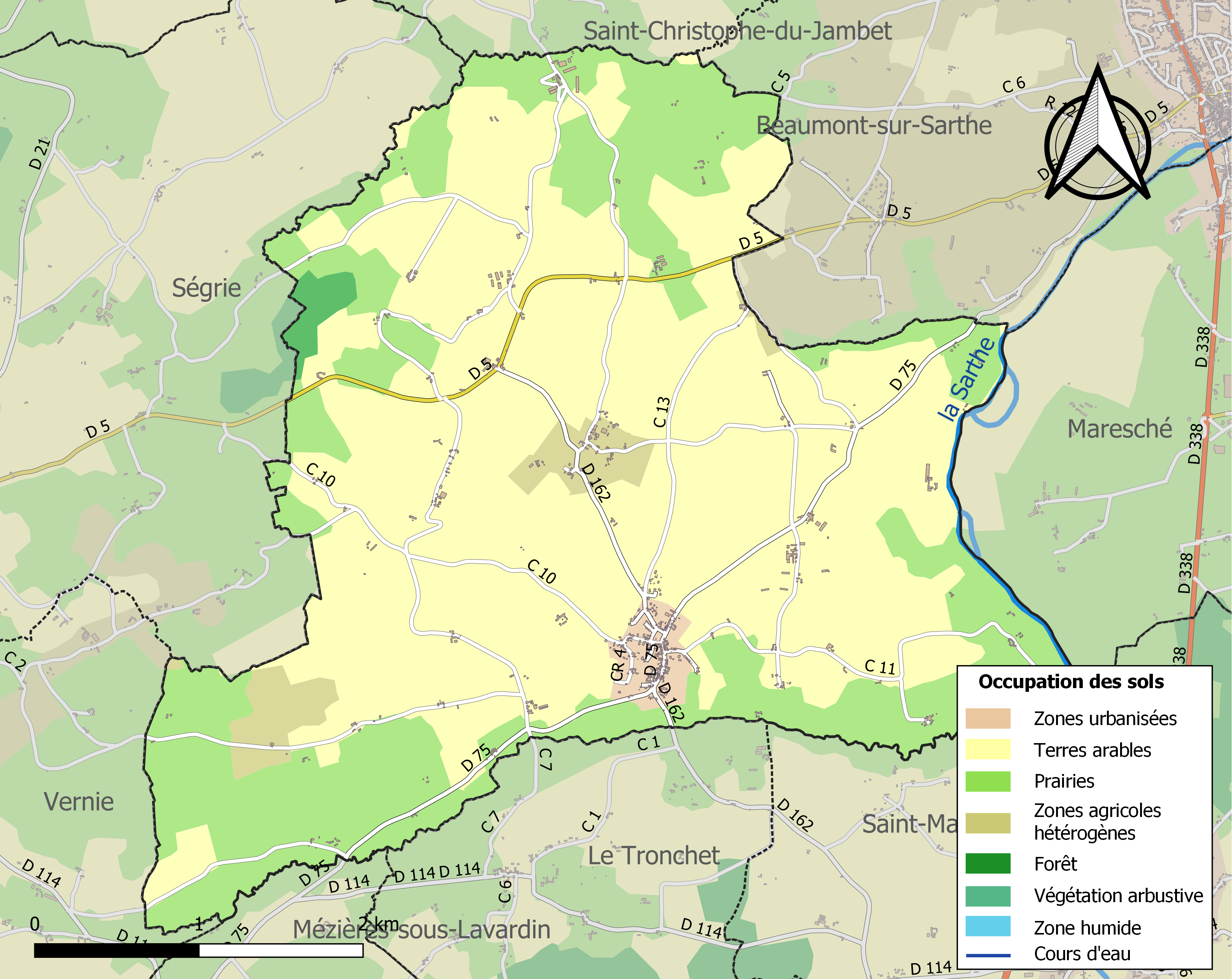
Carte des infrastructures et de l'occupation des sols de la commune en 2018 (CLC).

## Histoire
Un Hubert Riboulé vivait de 1085 à 1097 ; on trouve aussi la mention de Foulques Riboulé et Hubert, son fils, seigneurs d'Assé, vers 1118.
En 1158, Foulques Riboul, seigneur d'Assé, de Lavardin, etc., se croisa avec Geoffroi IV de Mayenne, pour le voyage de la Terre-Sainte. Dans un manuscrit contenant le contrôle des seigneurs français, qui firent le voyage d'outre-mer avec Godeffroi de Bouillon, on trouve Aubris Riboulé. L'évêque Geoffroi d'Assé, qui siégea au Mans, de 1269 à 1277, était de cette famille.
En 1222, le roi Philippe-Auguste, acquit le château d'Assé et la forêt de Bourse, par échange contre la baronnie d'Ecouché, située dans le voisinage d'Argentan : il réunit cette acquisition au comté d'Alençon. En 1378, Foulques Riboulle, chevalier, seigneur d'Asse et de Lavardin était chambellan du roi. Assé-le-Riboul était compris dans la mouvance de la Flèche, comme on le voit par un aveu fait en 1414, par le duc d'Alençon, au duc d'Anjou, pour sa baronnie de la Flèche.
Les terres de la famille de Riboul passèrent dans celle de Beaumanoir puis dans celle de Tessé, à laquelle elle appartenait, lors de la Révolution, comme étant alors une dépendance de la baronnie de Lavardin, à laquelle elle fut réunie en 1561.

## Héraldique
| Blason de Assé-le-Riboul | Blason  | Parti émanché d'argent et de sable.              |
| Blason de Assé-le-Riboul | Détails | Le statut officiel du blason reste à déterminer. |

## Politique et administration
| Période                                  | Période  | Identité                       | Étiquette | Qualité              |
| ---------------------------------------- | -------- | ------------------------------ | --------- | -------------------- |
| 1886                                     | 1897     | Maximilien Alexandre Bezannier |           |                      |
| (avant 2001)                             | 2008     | Daniel Leblanc                 |           |                      |
| mai 2008                                 | mai 2020 | Philippe Habert                |           |                      |
| mai 2020                                 | En cours | Martine Leballeur              | SE        | Exploitante agricole |
| Les données manquantes sont à compléter. |          |                                |           |                      |

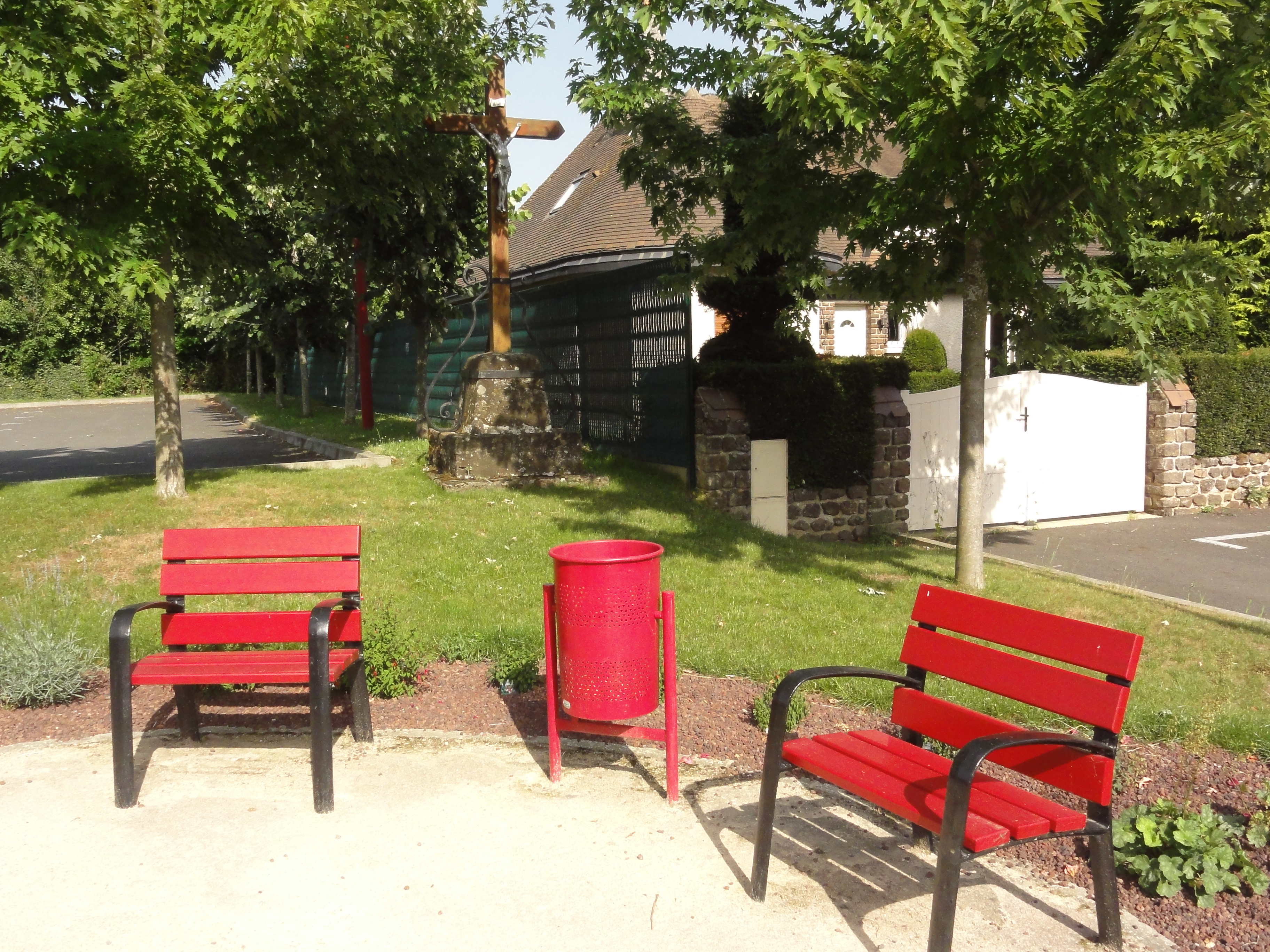
Amenagement Place de la mairie.
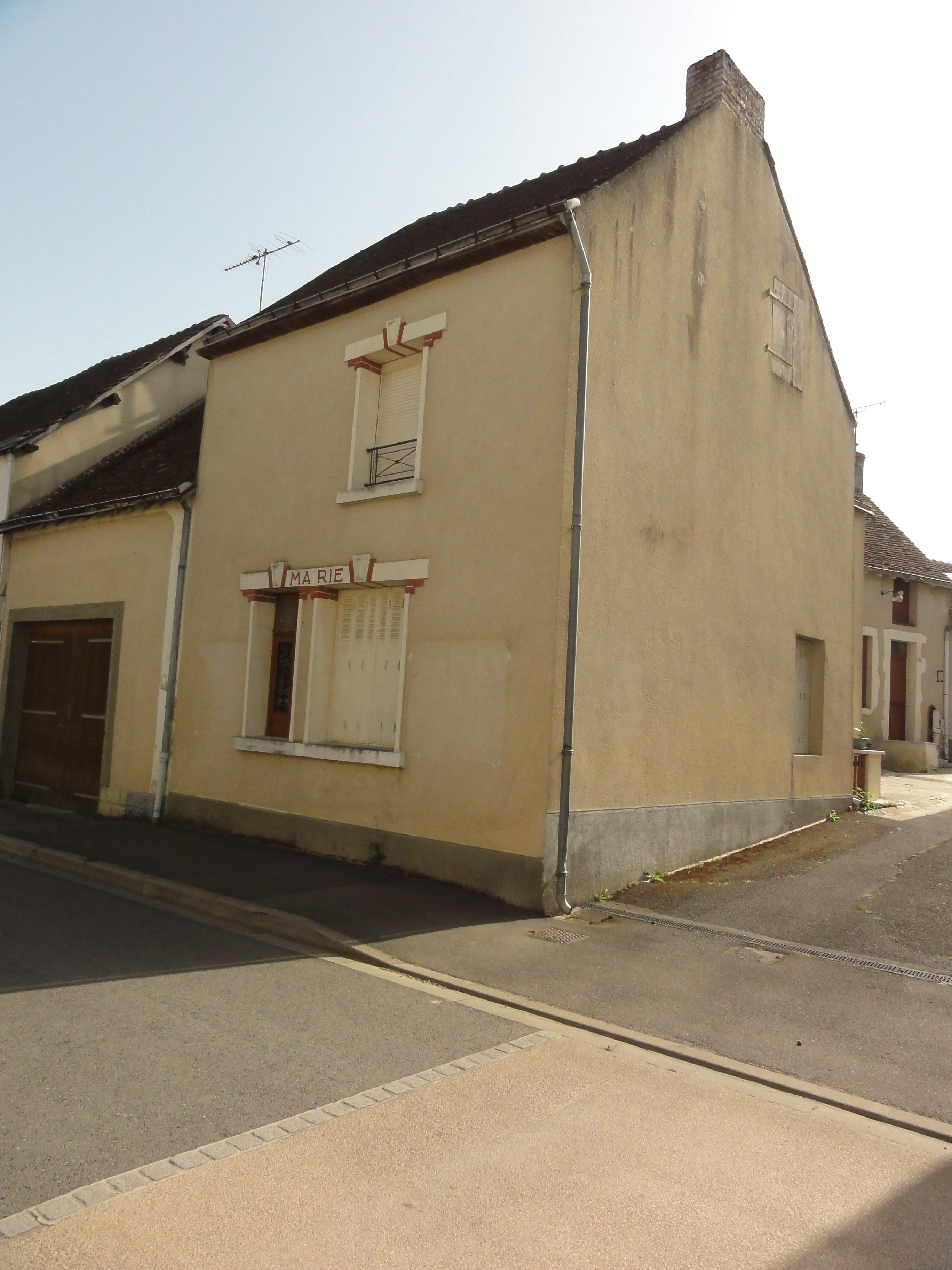
Ancienne mairie.

## Démographie
L'évolution du nombre d'habitants est connue à travers les recensements de la population effectués dans la commune depuis 1793. Pour les communes de moins de 10 000 habitants, une enquête de recensement portant sur toute la population est réalisée tous les cinq ans, les populations de référence des années intermédiaires étant quant à elles estimées par interpolation ou extrapolation. Pour la commune, le premier recensement exhaustif entrant dans le cadre du nouveau dispositif a été réalisé en 2004.
En 2022, la commune comptait 478 habitants, en évolution de −8,43 % par rapport à 2016 (Sarthe : −0,25 %, France hors Mayotte : +2,11 %).
| 1793  | 1800  | 1806  | 1821  | 1831  | 1836  | 1841  | 1846  | 1851  |
| ----- | ----- | ----- | ----- | ----- | ----- | ----- | ----- | ----- |
| 1 333 | 1 478 | 1 540 | 1 443 | 1 464 | 1 395 | 1 354 | 1 316 | 1 299 |

| 1856  | 1861  | 1866  | 1872  | 1876  | 1881  | 1886  | 1891  | 1896 |
| ----- | ----- | ----- | ----- | ----- | ----- | ----- | ----- | ---- |
| 1 221 | 1 183 | 1 192 | 1 093 | 1 102 | 1 009 | 1 041 | 1 008 | 903  |

| 1901 | 1906 | 1911 | 1921 | 1926 | 1931 | 1936 | 1946 | 1954 |
| ---- | ---- | ---- | ---- | ---- | ---- | ---- | ---- | ---- |
| 862  | 835  | 834  | 751  | 744  | 698  | 656  | 675  | 652  |

| 1962 | 1968 | 1975 | 1982 | 1990 | 1999 | 2004 | 2006 | 2009 |
| ---- | ---- | ---- | ---- | ---- | ---- | ---- | ---- | ---- |
| 660  | 600  | 483  | 417  | 398  | 420  | 464  | 474  | 487  |

| 2014 | 2019 | 2022 | - | - | - | - | - | - |
| ---- | ---- | ---- | - | - | - | - | - | - |
| 522  | 490  | 478  | - | - | - | - | - | - |

## Lieux et monuments
- Église Saint-Pierre, des XIIe, XVIIe et XXe siècles.
- Monument aux morts.
- Vestiges de la chapelle de Possé.
- Ancienne mairie

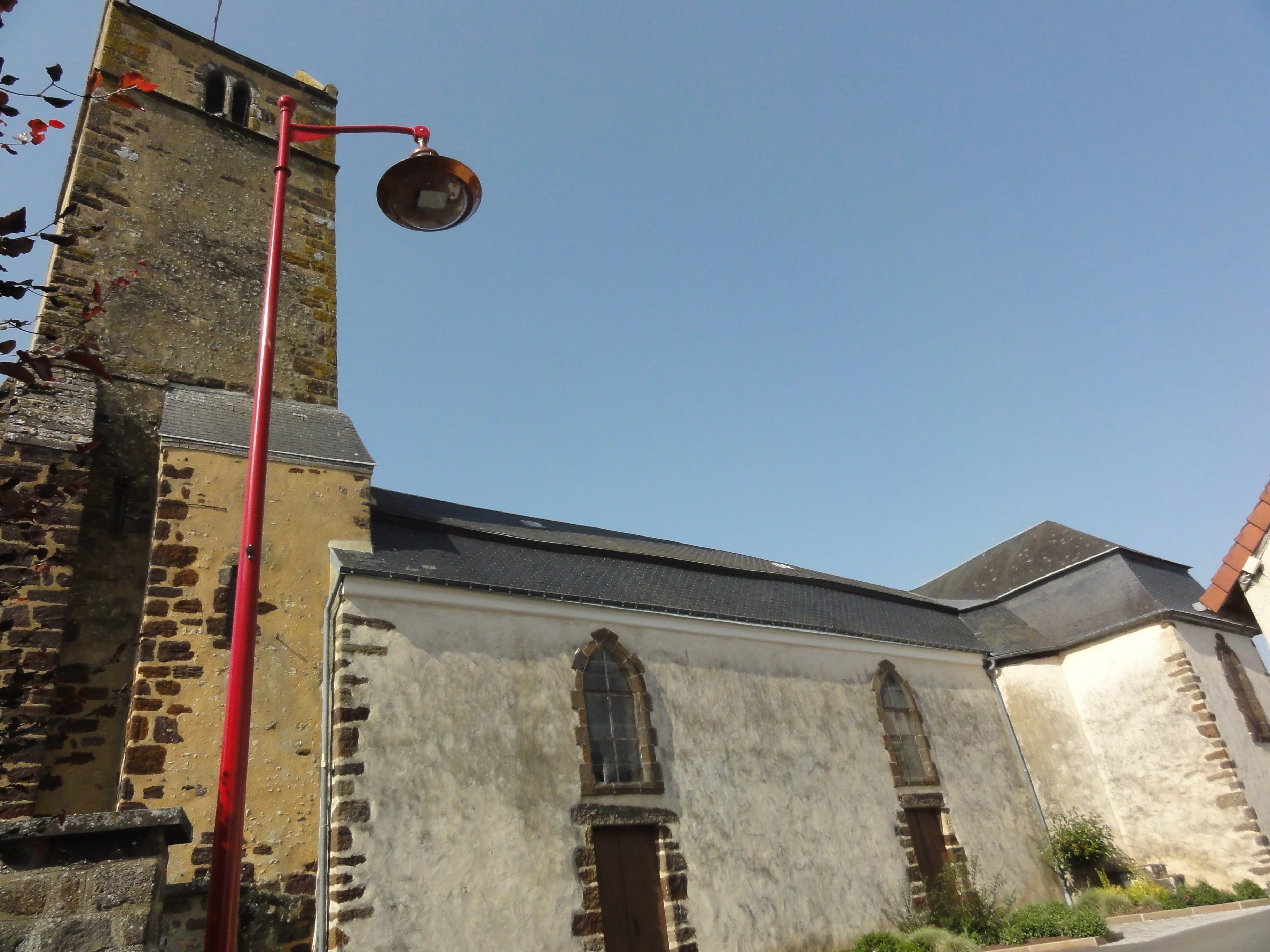
L'église Saint-Pierre.
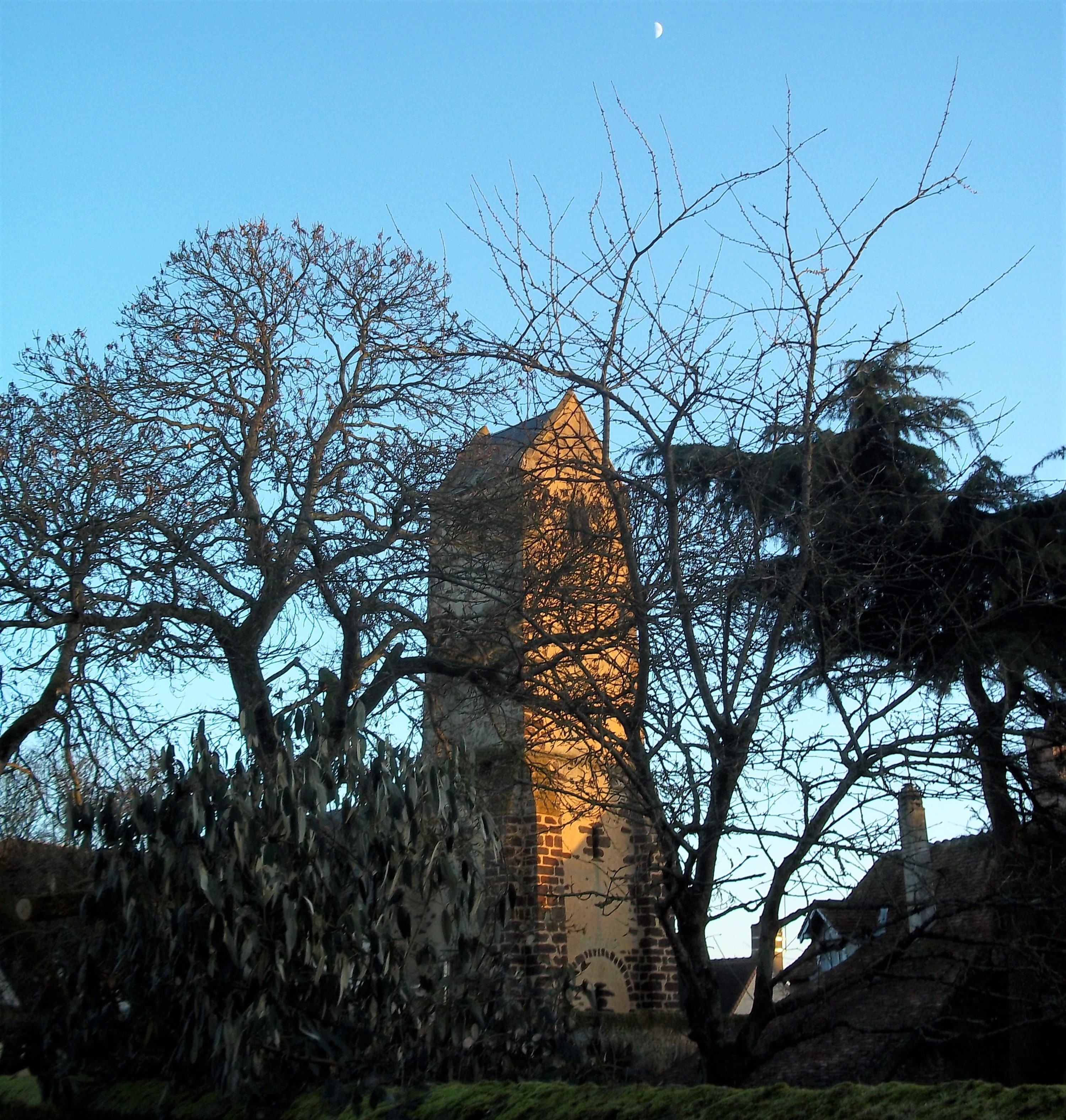
Vue du clocher de l'église.
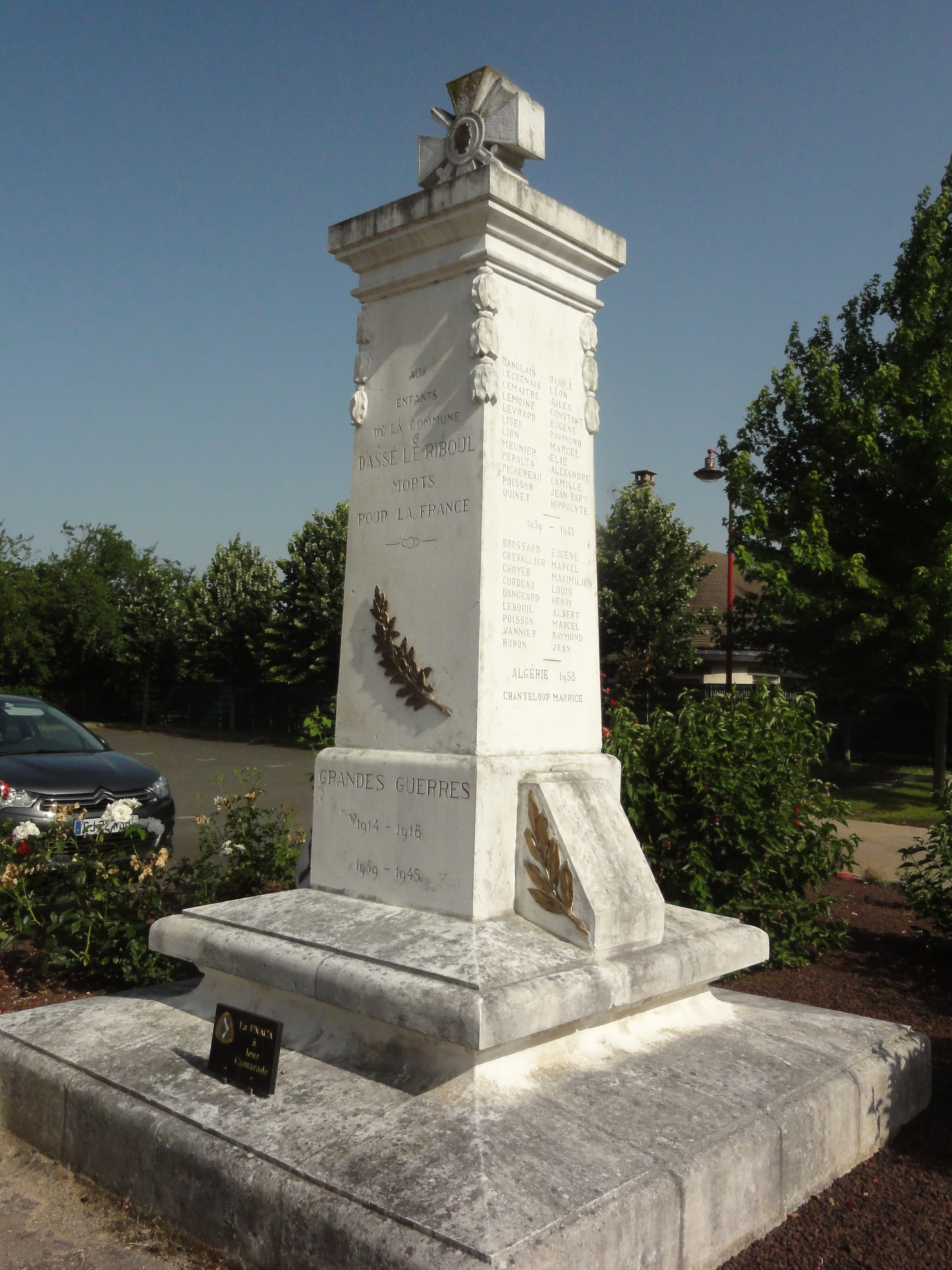
Monument aux morts

## Activité et manifestations

### Jumelages
- Obermorschwihr (France).